# 山中高光
山中 高光（やまなか たかみつ、1942年7月17日 - ）は、日本の固体地球科学者。専門は、鉱物科学・結晶学。神奈川県横浜市生まれ。

## 経歴
- 1961年3月：東京都立小石川高等学校卒業。
- 1966年3月：東京大学理学部地学科地質鉱物学課程卒業、同大学院理学系研究科修士課程鉱物学専門課程入学。同年9月米国ニューヨーク州立大学大学院地球科学専攻科入学。
- 1968年8月：同上修了、MASTER OF ARTSの学位を取得(1969年6月)。
- 1969年3月：東京大学大学院理学系研究科修士課程中退。同年4月同鉱物学専門課程博士課程入学。
- 1972年3月：同上修了、理学博士(東京大学)学位取得。博士論文表題「Cation distribution and local distortion of the solid solution MnxFe3-xO4. (固溶体(MnxFe3-xO4)の陽イオン分布と局所的な歪み。)」[1]。
- 1973年5月：東京大学理学部助手。
- 1985年3月：米国ニューヨーク州立大学（Stony Brook）Research Associate。
- 1987年7月：大阪大学教養部講師。
- 1988年11月：同教養部助教授。
- 1990年3月：同教養部教授。
- 1994年4月：同理学部教授。
- 1996年4月：同大学院理学研究科教授。
- 2006年3月：同定年退官。同年4月同名誉教授。
- 2007年4月：米国Carnegie Institution of Washington Geophysical Lab, Visiting researcher。
- 2008年10月：同Senior visiting research investigator（現在に至る）。

## 兼任など
- 国内：内閣府日本学術会議研究連絡委員会の鉱物学研究連絡委員会委員・委員長(2004年)、同結晶学研究連絡委員会委員、同地球化学宇宙化学研究連絡会委員を歴任。内閣府日本学術会議会員(第4部会員)(2006年)。内閣府日本学術会議特認連携会員(第20・21期)。日本鉱物学会会長 (2000-2002年)。2007年地球惑星関連連合学会(JpGU) 組織委員長。
- 国外：1994年PICXAM(環太平洋X線分析会議)日本代表委員。1994-1998年国際鉱物学連合(IMA)鉱物物理委員会委員長。1995年アジア結晶学会 (AsCA, Malaysia)プログラム委員長。2002-2006年国際鉱物学連合(IMA)副会長。2006年 IMA-Kobe 2006 組織委員長。2006-2010年国際鉱物学連合(IMA)会長。2010-2012年同任期後会長。

## 研究業績
長年にわたり、物質の構造研究に取り組んできた。多面的学際領域（固体地球科学・惑星科学・材料科学・固体物理学・生体物質学・環境科学）にとって、物質の構造研究は極めて重要な研究対象である。大学院時代から、地殻・マントル内の地球構成物質の、さらに地球圏外物質の、組成・成因・相平衡・物性などの基本的な研究を通して固体地球科学に寄与してきた。また一方では、物質科学としての半導体・伝導電物質・誘電体・磁性体の物性の基礎である電子状態やスピン・原子の熱振動・電荷・配位結合などの研究を通して、固体物理学を研究対象としてきた。またこれらの研究のために、放射光実験・高温／高圧発生装置・ラマンスペクトル・メスバウアー・X線回折解析のためのソフト開発、さらに極端条件下での構造研究を行ってきた。それらは以下のように纏めることができる。
- Phase transition：相転移に関する研究[2]
- Physical property, lattice vibration analysis and thermal vibration analysis：格子振動解析・熱振動解析・物性測定に関する研究[3]
- Structure analysis under extreme condition: 極端条件下での構造解析の研究[4]
- Development of instruments for structure study under extreme conditions: 高温／高圧回折実験装置の開発[5]
- Development of computational soft for structure analysis: プログラム開発の研究[6]
- 日本鉱物科学会、日本結晶学会（名誉会員）、日本セラミックス協会、資源地質学会、日本放射光学会、日本高圧力学会、Mineralogical Society of America、American Geophysical Unionに所属。

## 受賞歴
- 1976年：日本鉱物学会奨励賞。
- 1998年：日本鉱物学会賞。
- 2000年：アメリカ鉱物学会賞(MSA-Fellow)。
- 2001年：国際回折データセンター(ICDD)功労賞。

## 編著書
- 高良和武(編）(共著）『X線回折(実験物理学講座)』、共立出版、1988年。ISBN 978-4320030756
- 岩本振武・富永健・金丸文一・柳田博明(編）(共著)『大学院無機化学(上)・(下)』、講談社、1992年。ISBN 978-4061533462
- 山中高光『粉末Ｘ線回折による材料分析』、講談社、1993年。ISBN 978-4061533523
- 山中高光(編著)『宇宙・地球：その構造と進化』、学術図書出版、1995年。ISBN 978-4873613499